# Bulbophyllum hainanense
Bulbophyllum hainanense là một loài phong lan thuộc chi Bulbophyllum.